# Georges Ubaghs
Georges Jean Charles Ubaghs (* 29. Februar 1916 in Angleur; † 31. Januar 2005 in Herstal) war ein belgischer Paläontologe. Er war Spezialist für die Stachelhäuter (Echinodermata) des Paläozoikums und als solcher einer der bedeutendsten in der zweiten Hälfte des 20. Jahrhunderts. Besonders verdient machte er sich um die Erforschung der paläozoischen Seelilien (Crinoidea), der Eocrinoideen und der Carpoideen. Er war ein Enkel des bekannten Lütticher Malers Jean Ubaghs (1852–1937).

## Laufbahn und Werk
George Ubaghs studierte an der Universität Lüttich und erwarb dort 1939 den Doktortitel. Da er zum Zeitpunkt des Überfalls der Wehrmacht auf Belgien 1940 seinen Wehrdienst noch nicht abgeleistet hatte, wurde er nicht mobilisiert und nahm nicht an den Kampfhandlungen teil. Während der Besatzung begann er, sich intensiv mit fossilen Stachelhäutern zu beschäftigen. So legte er den Grundstein für sein Lebenswerk, das sich nahezu ausschließlich dieser Organismengruppe widmete.
Nach der Befreiung Belgiens wurde Ubaghs 1945 zum Professor an der Universität Lüttich ernannt. Bis Ende der 1950er Jahre veröffentlichte er zahlreiche Aufsätze über fossile Stachelhäuter aus dem Silur und Devon West-, Mittel- und Nordeuropas. Diese Arbeiten wiesen eine solch hohe Qualität auf, dass Ubaghs rasch zu einem anerkannten Experten auf dem Gebiet der Echinodermologie avancierte. So überrascht es nicht, dass der berühmte französische Paläontologe Jean Piveteau an ihn herantrat und ihm anbot, für den dritten Band des Kompendiums Traité de Paléontologie (veröffentlicht 1953) die Kapitel zu mehreren Großtaxa der Stachelhäuter (Crinoidea, Stelleroidea, Ophiocistoidea) zu verfassen.
Zudem arbeitete er in den 1950er Jahren acht Jahre lang als Mikropaläontologe für das Erdölunternehmen Petrofina und untersuchte zu biostratigraphischen Zwecken Foraminiferen aus Erkundungsbohrungen in Angola. Aus dieser Tätigkeit gingen jedoch keine Publikationen hervor.
Ab dem Jahre 1959 konzentrierte sich Ubaghs’ Forschung fast ausschließlich auf die Stachelhäuter des Kambriums und Ordoviziums, vor allem auch auf die Carpoideen (Homalozoa), eine frühe Stachelhäutergruppe mit ungewöhnlicher Morphologie. Unter anderem zeigte er, dass der langgestreckte, segmentierte Körperanhang (Aulacophor) der Stylophoren („Calcichordata“) kein Stiel (Pelma) ist, wie er bei Seelilien und anderen sessilen Stachelhäutern vorkommt, sondern dass das Aulacophor eine Ambulakralrinne aufweist, mit beweglichen Platten bedeckt war und eine Art Armstruktur zur Nahrungsaufnahme darstellte. In den 1960er und 70er Jahren veröffentlichte Ubaghs viele Aufsätze zur Anatomie und Systematik von Carpoideen, Eocrinoideen und frühen Seelilien und erwarb auch auf diesem Gebiet einen allgemein anerkannten Expertenstatus. In diese Zeit fällt auch der Höhepunkt seines wissenschaftlichen Schaffens, die Arbeit an seinen Beiträgen zum wohl international bedeutendsten Standardwerk der Paläontologie der Wirbellosen, dem Treatise on Invertebrate Paleontology. In den zwischen 1966 und 1978 erschienenen drei Teilen, die sich mit den Stachelhäutern befassen (Teil S – Echinodermata 1: Allgemeine Merkmale der Echinodermata, Homalozoa, Crinozoa ohne Crinoidea, 1968; Teil T – Echinodermata 2: Crinoidea, 1978; Teil U – Echinodermata 3: Asterozoa, Echinozoa, 1966) stammen jeweils mehrere Kapitel aus Ubaghs’ Feder. So war es ihm möglich, unter anderem seine neuen Interpretationen zur Funktionsmorphologie der Stylophoren und anderer Carpoideen in diesem vielgelesenen Werk darzulegen, einschließlich der von ihm erkannten Unterschiede zwischen den Armen (Brachia) der Seelilien und den Armen (Brachioli) der ausgestorbenen sessilen Stachelhäuter des Paläozoikums (Eocrinoideen, Cystoideen, Blastoideen).
Nach seiner Emeritierung 1984 wurde Ubaghs Ehrenprofessor an der Universität Lüttich. Er widmete sich weiterhin den kambrischen und ordovizischen Stachelhäutern, insbesondere jenen aus der Montagne Noire in Frankreich, und publizierte entsprechende Schriften. Seine letzte Arbeit erschien 1998, wenige Monate vor dem Tod seiner Frau. Ubaghs überlebte sie, von dem Verlust schwer getroffen, noch um fast sechs Jahre.

## Ehrungen

### Dedikationsnamen
Georges Ubaghs zu Ehren sind mehrere fossile Seelilienarten benannt worden. Gazu gehören  Scoliocrinus ubaghsi Haude 2007 aus dem höheren Mitteldevon des Sauerlandes (nordöstliches Rheinisches Schiefergebirge), beschrieben in einer der beiden Georges-Ubaghs-Gedächtnisausgaben der Annales de Paléontologie, und Apektocrinus ubaghsi Guensburg & Sprinkle 2009 aus Schichten des Kambrium/Ordovizium-Grenzbereiches von Idaho, Typusart der Gattung Apektocrinus Guensburg & Sprinkle 2009 und der Familie Apektocrinidae Guensburg & Sprinkle 2009.
Auch die 2014 beschriebene Liolaemiden-Art Liolaemus ubaghsi Esquerré et al. ist nach Georges Ubaghs benannt. Zwar besteht auf den ersten Blick kein Zusammenhang zwischen Ubaghs wirken als Echinodermologe und diesem rezenten Reptilientaxon, jedoch ist der Hauptautor des Aufsatzes, in dem L. ubaghsi beschrieben wird, ein Urenkel Ubaghs’.

### Sonstige Ehrungen und Auszeichnungen
Ubaghs wurde 1944 mit dem Adolphe-Wettrem-Preis der Académie Royale de Belgique (ARB) ausgezeichnet. 1971 wurde er korrespondierendes Mitglied der ARB und 1981 schließlich Vollmitglied (1997 Gesuch um Emeritierung). Neben der Ehrenprofessur an der Universität Lüttich wurde Ubaghs 1984 zudem mit der Verleihung des Leopoldsordens, des belgischen Verdienstordens (Vergleichbar mit dem Bundesverdienstkreuz), in der zweithöchsten Klasse (Grand Officier) geehrt.
Am 30. und 31. Januar 2006, zu seinem ersten Todestag, fand in Dijon ein echinodermologisches Symposium unter dem Titel Journées Georges Ubaghs („Georges-Ubaghs-Tage“) statt. Einige Arbeiten, die auf diesem Symposium präsentiert wurden, sind 2007 in den Nummern 3 und 4 des 93. Bandes der Annales de Paléontologie veröffentlicht worden.